# 萨姆·迪金森
塞缪尔·"萨姆"·迪金森（英語：Samuel "Sam" Dickinson，1997年7月11日—），英国男子铁人三项运动员，2022年英联邦运动会混合接力金牌得主、2024年夏季奥林匹克运动会混合接力铜牌得主。